# SpellCaster
SpellCaster (孔雀王?, Kujakuou) è un videogioco d'azione sviluppato e pubblicato da SEGA nel 1988 per Sega Master System.
Basato sul manga Kujaku l'esorcista, ha ricevuto un seguito per Sega Mega Drive dal titolo Mystic Defender.

## Modalità di gioco
SpellCaster presenta un gameplay che alterna livelli d'azione a scorrimento laterale con scenari statici tipici dei videogiochi d'avventura.